# ماركوس موليناري
ماركوس موليناري (بالبرتغالية: Marcus Molinari‏) هو لاعب كرة قدم برازيلي، ولد في 30 ديسمبر 1997، وتوفي في 24 يناير 2021.